# Meppel
Meppel es una ciudad y un municipio de la provincia de Drenthe, en el noreste de los Países Bajos. El 1 de enero de 2014 contaba con una población de 32.875 habitantes repartidos sobre una superficie de 57,03 km ², de los que 1,34 km ² corresponden a agua a la superficie ocupada por el agua, con una densidad de 590 h/km². Por extensión es el municipio más pequeño de Drenthe.
Se tienen noticias de Meppel ya de 1141 como conjunto de granjas. En 1422 se constituyó como municipio independiente, construyéndose por esas fechas la iglesia de Santa María, todavía en pie aunque muy transformada con el paso del tiempo. En el siglo XVI la extracción de turba hizo crecer la población, convertida en importante puerto de tránsito, y en 1644 obtuvo los derechos de ciudad. El municipio quedó conformado en 1998 al incorporarse a la ciudad de Meppel el antiguo municipio de Nijeveen.

## Galería de imágenes

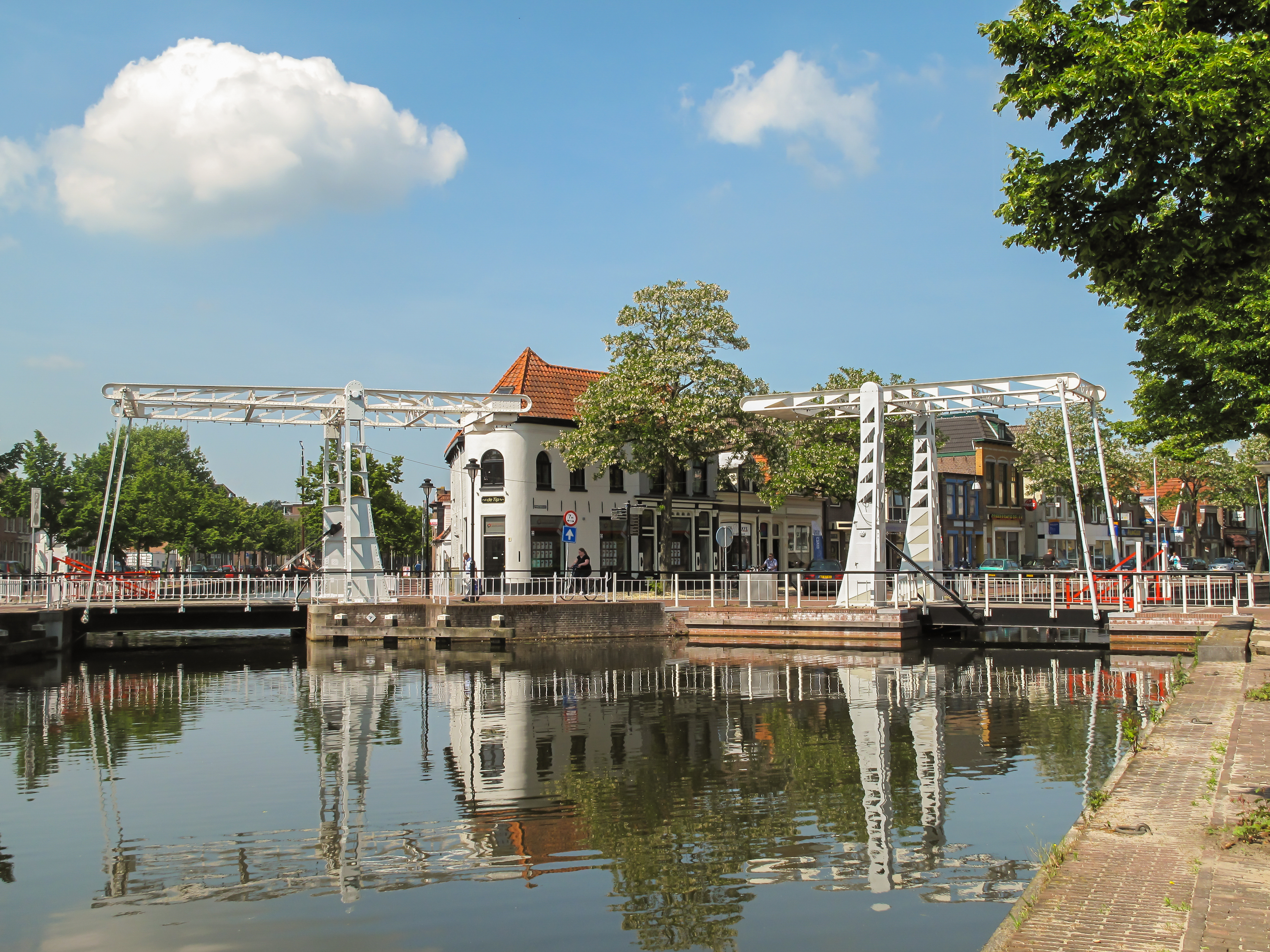
Puentes basculantes en Meppel
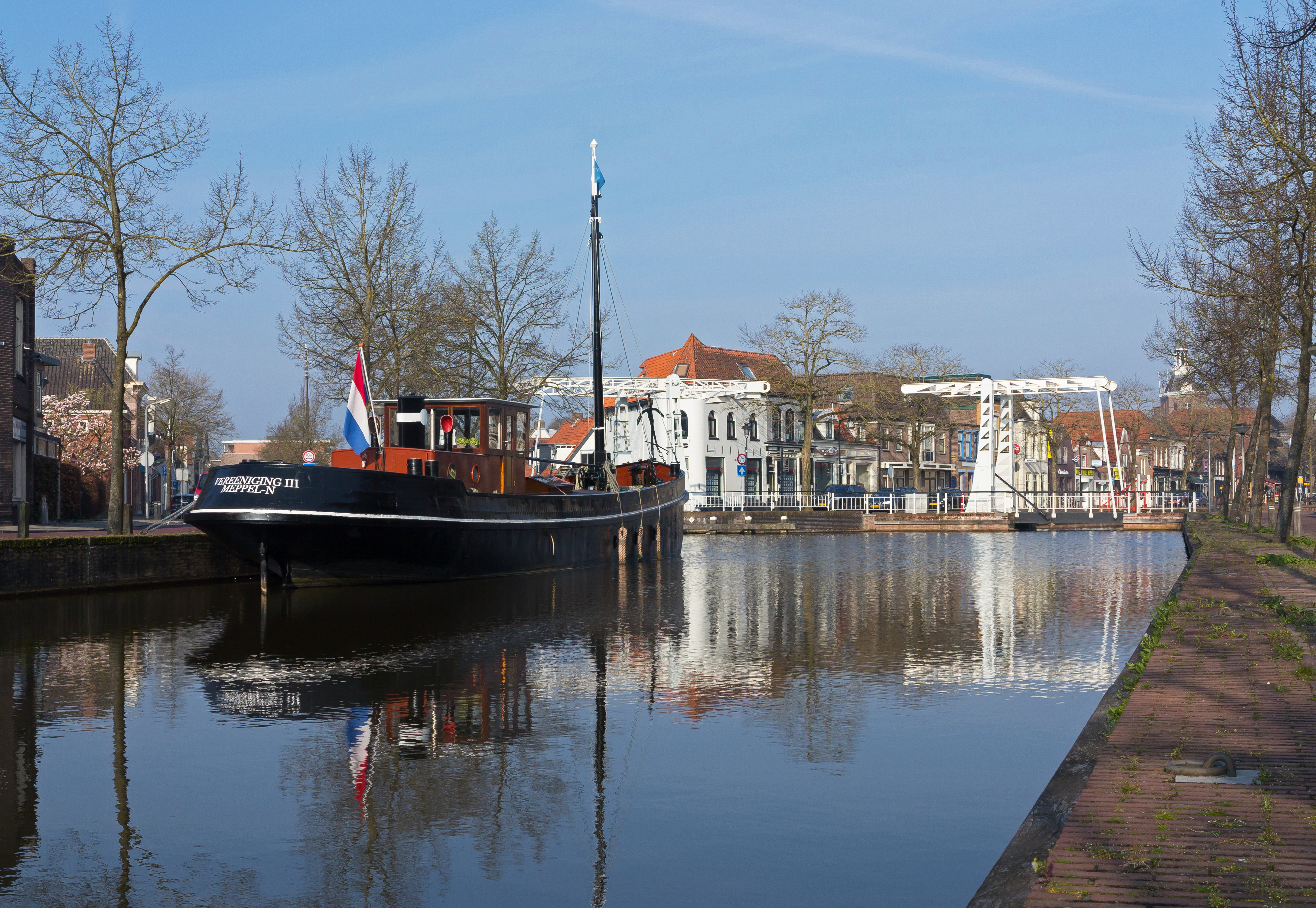
B arco (de Vereeniging III) en Meppel
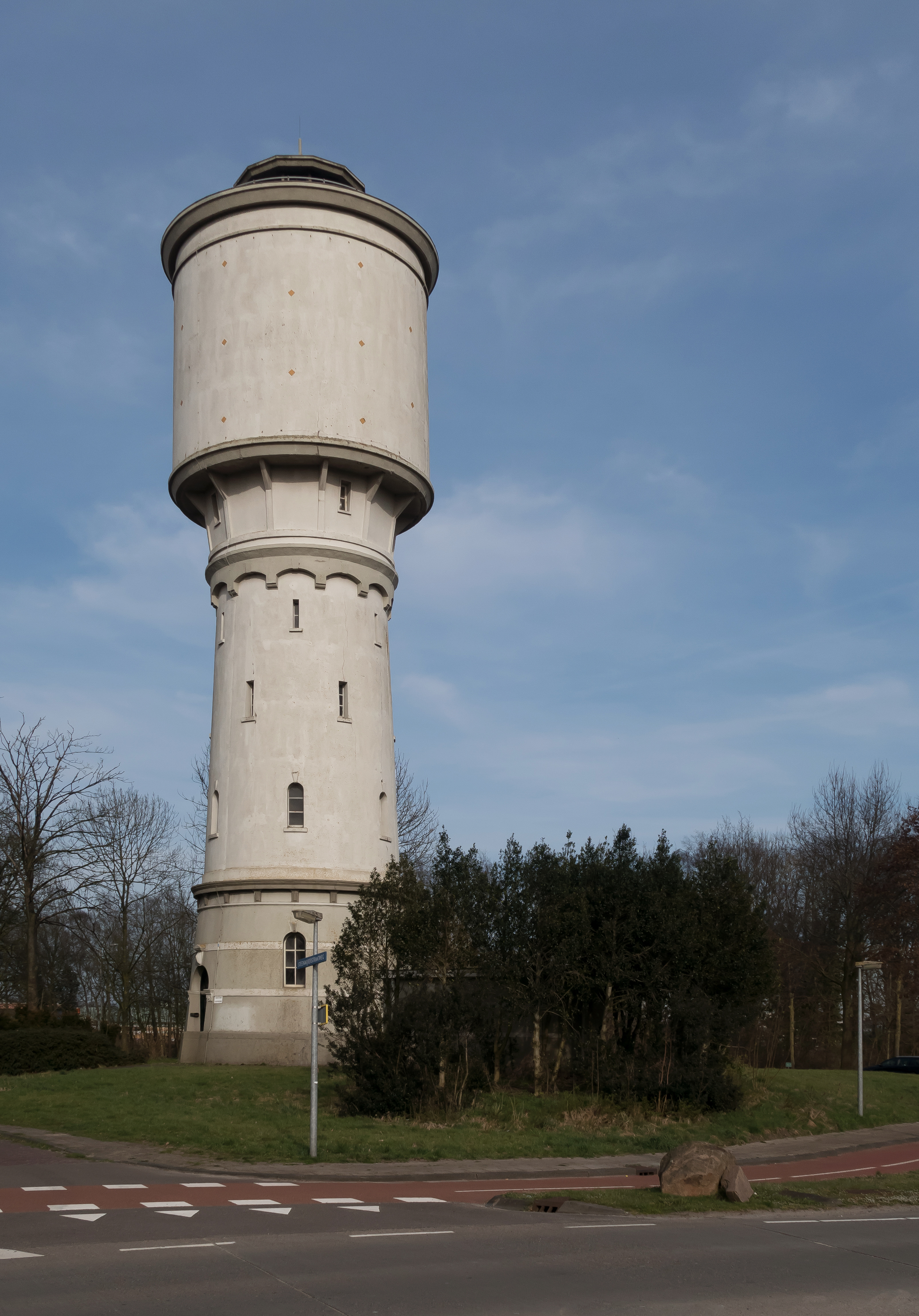
Torre de agua
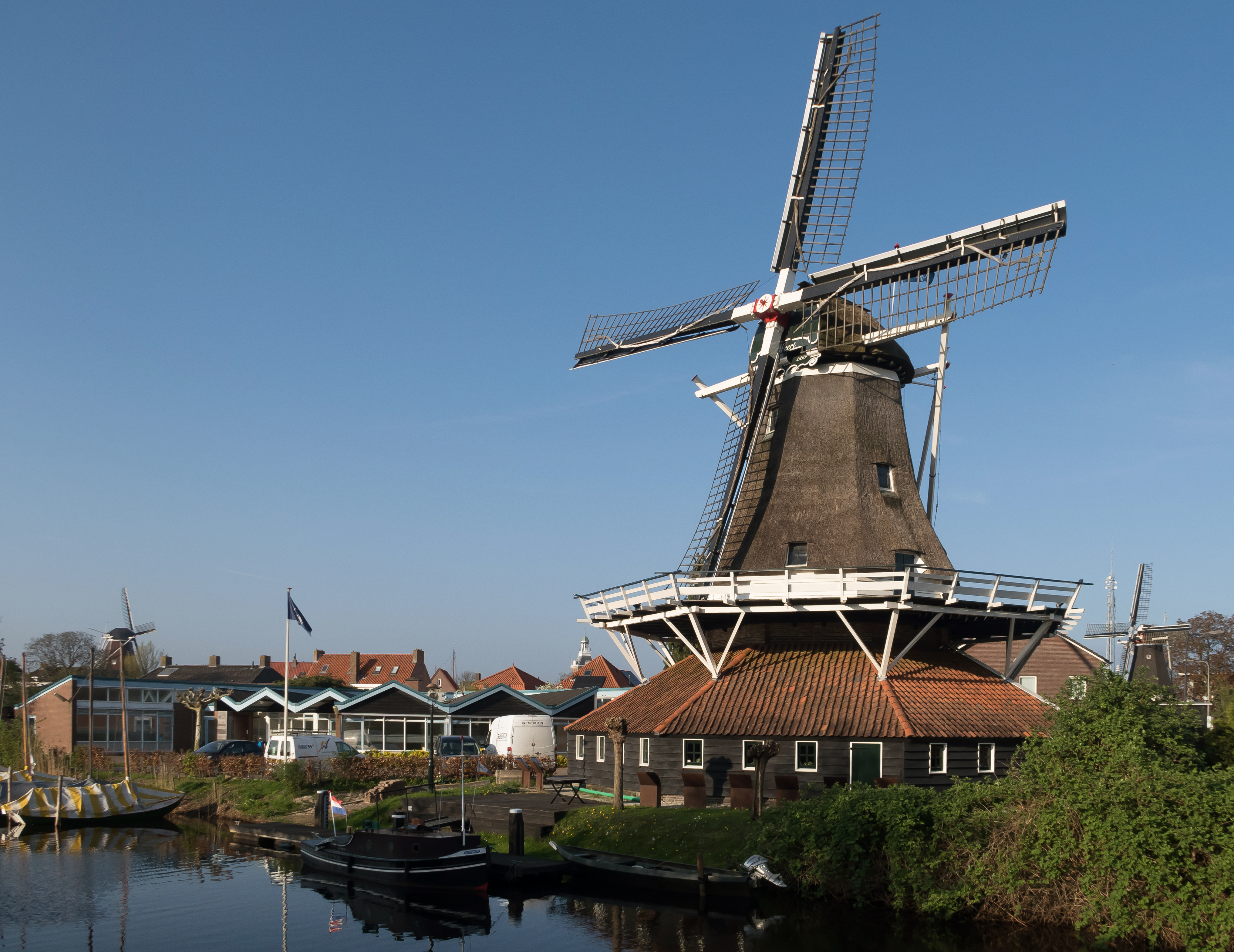
Molino (molen de Weert) en Meppel
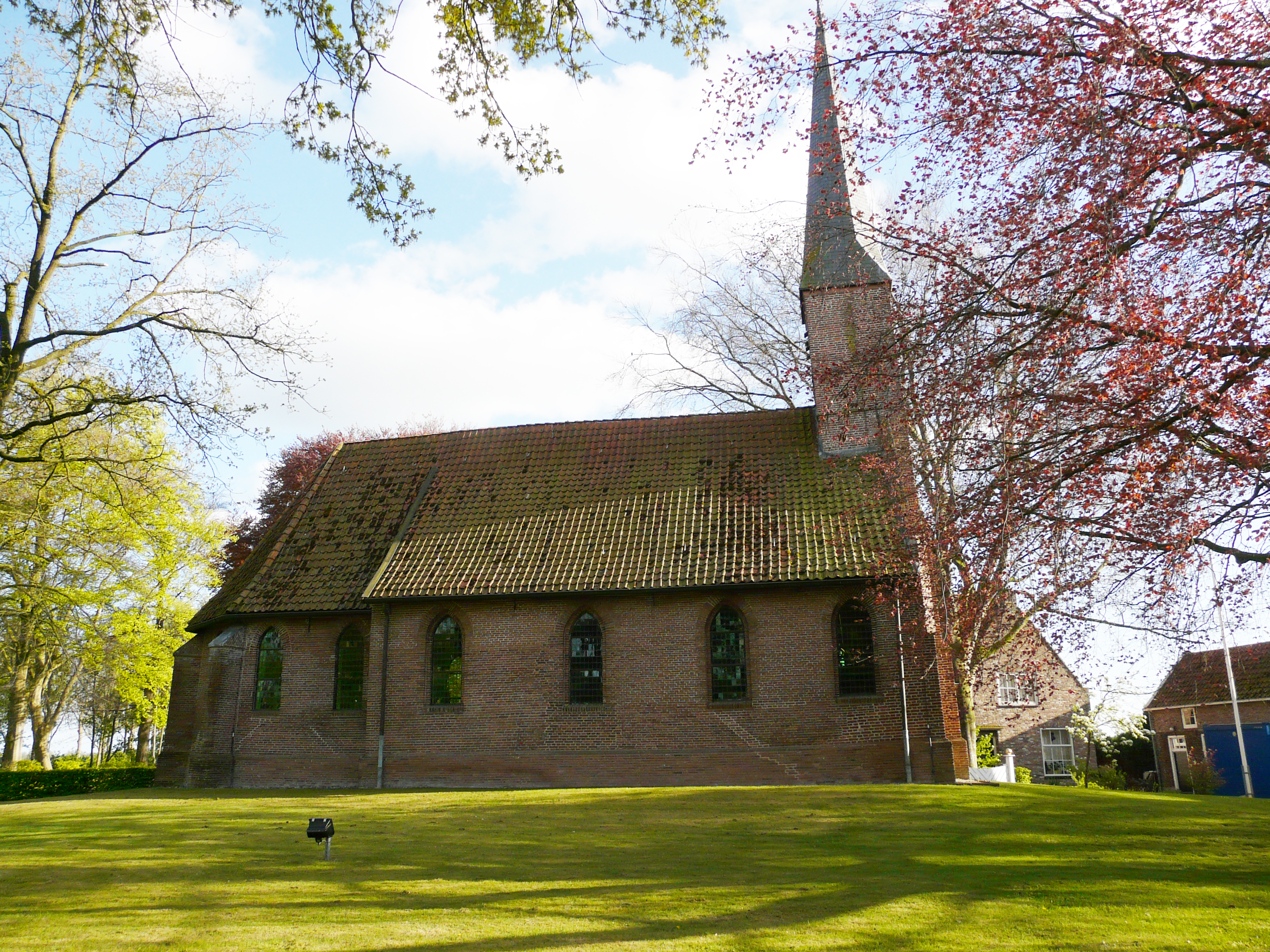
Iglesia reformada de Nijveveen
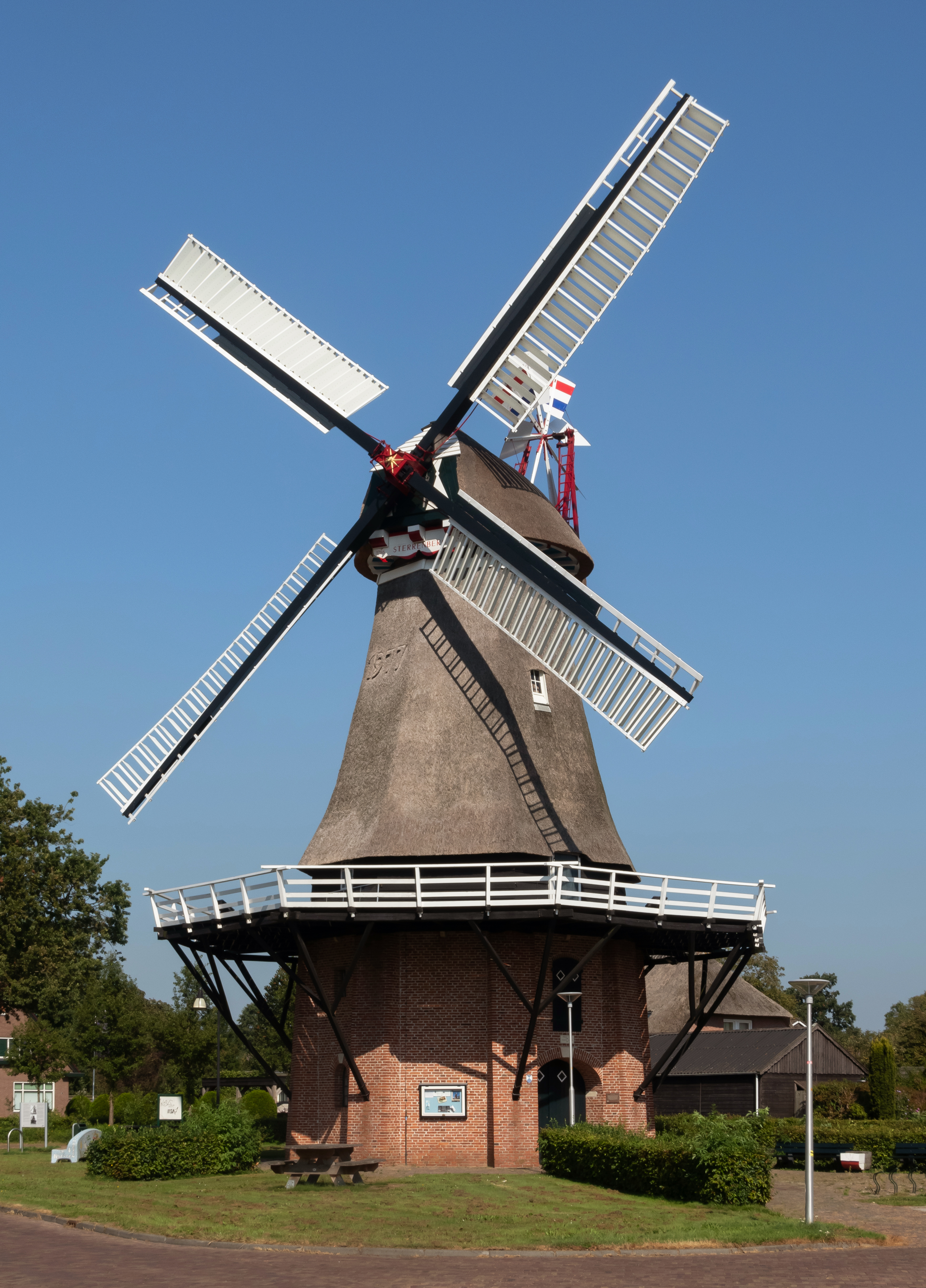
Molino de Nijeveen